# Cumberland megye (Illinois)
Cumberland megye az Amerikai Egyesült Államokban, azon belül Illinois államban található. Megyeszékhelye Toledo, legnagyobb városa Neoga. Lakosainak száma 10 450 fő (2020. április 1.). Cumberland megye Shelby, Effingham, Jasper, Coles és Clark megyékkel határos.

## Népesség
A megye népességének változása:
| Lakosok száma | 11 039 | 11 078 | 10 977 | 10 939 | 10 898 | 10 450 |
|               | 2010   | 2011   | 2012   | 2013   | 2015   | 2020   |